# 拉塞尔·斯坦纳德
拉塞尔·斯坦纳德（英語：Russell Stannard，1931年12月24日—2022年7月4日），英国粒子物理学家、科普作家，开放大学物理学名誉教授。致力于探讨科学和宗教的联系。

## 生平
他在伦敦大学学院学习物理，并获得理学学士学位。1956年获宇宙射线物理学博士学位。1960年至1969年，担任伦敦大学学院讲师。1971年开始任英国开放大学物理学教授，物理系主任。1974年至1976年担任开放大学副校长。1999年为荣誉教授。2022年7月4日逝世。